# Norwegia na Letnich Igrzyskach Olimpijskich 1976
Norwegię na Letnich Igrzyskach Olimpijskich 1976 w Montrealu reprezentowało 66 zawodników: 60 mężczyzn i 6 kobiet. Był to 16. start reprezentacji Norwegii na letnich igrzyskach olimpijskich.
Najmłodszym norweskim zawodnikiem na tych igrzyskach był 15-letni wioślarz, Alf Torp, natomiast najstarszym 35-letni żeglarz, Morten Rieker. Chorążym reprezentacji podczas ceremonii otwarcia był sztangista, Leif Jenssen.

## Zdobyte medale
| Medal    | Zawodnik                                             | Dyscyplina    | Konkurencja          | Data     |
| -------- | ---------------------------------------------------- | ------------- | -------------------- | -------- |
| · Złoto  | Alf Hansen Frank Hansen                              | · Wioślarstwo | Dwójka podwójna      | 25 lipca |
| · Srebro | Finn Tveter Rolf Andreassen Arne Bergodd Ole Nafstad | · Wioślarstwo | Czwórka bez sternika | 25 lipca |